# Correggio (település)
Correggio (emilián nyelven Curèz) település Olaszországban, Emilia-Romagna régióban, Reggio Emilia megyében. Lakosainak száma 25 074 fő (2023. január 1.). Correggio Campagnola Emilia, Rio Saliceto, Carpi, Bagnolo in Piano, Campogalliano, Novellara, San Martino in Rio és Reggio Emilia községekkel határos. Reggio Emilia megyeszékhely után a megye második legnagyobb városa, attól 18 km-re, területe 77 km².

## Története
Az első régészetileg igazolt településnyomok Correggio területén a kelta gallokhoz vagy a ligurokhoz nyúlnak vissza. A környék számos más városával ellentétben, amelyeket a rómaiak alapítottak, Correggio a kora középkorban alapított város, amely a germán longobárdok uralkodása alatt jött létre.

### Középkor
Correggiót először 946-ban említik egy dokumentumban, Coregia néven. 1009-ben pedig először említenek egy correggiói nemesi családot, amely több évszázadon át uralta a várost. A város a 15. és 16. században élte virágkorát, amikor egy kis hercegség fővárosa volt, amelynek uralma alatt néhány híres reneszánsz író dolgozott a városban, köztük Ludovico Ariosto és Torquato Tasso. 1559-ben I. Ferdinánd német-római császár meghódította Correggiót. Végül a település megkapta a városi jogokat és a saját pénzverés jogát. Függetlensége 1635-ben ért véget, amikor a várost beolvadt Modena és Reggio hercegségébe.

### Újkor
1796-ban Correggiót az egész hercegséghez hasonlóan a francia forradalmi csapatok elfoglalták. A hercegség Correggióval 1796 után először a Ciszpadániai Köztársasághoz, 1797-től a Ciszalpin Köztársasághoz, 1805 óta pedig a napóleoni Itáliai Királysághoz tartozott.

### Olasz Királyság
1860-ban, egy népszavazást követően Correggio választóinak többsége úgy döntött, hogy csatlakozik az új Olasz Királysághoz, ami 1861-ben meg is történt.

## Teatro Asioli
A leégett régi színház romjain 1890-ben kezdték építeni az új színházat, amely végül 1898-ban fejeződött be, és a Correggióban született Bonifazio Asioli zeneszerzőről Teatro Bonfifazio Asiolinak nevezték el.

## Képek

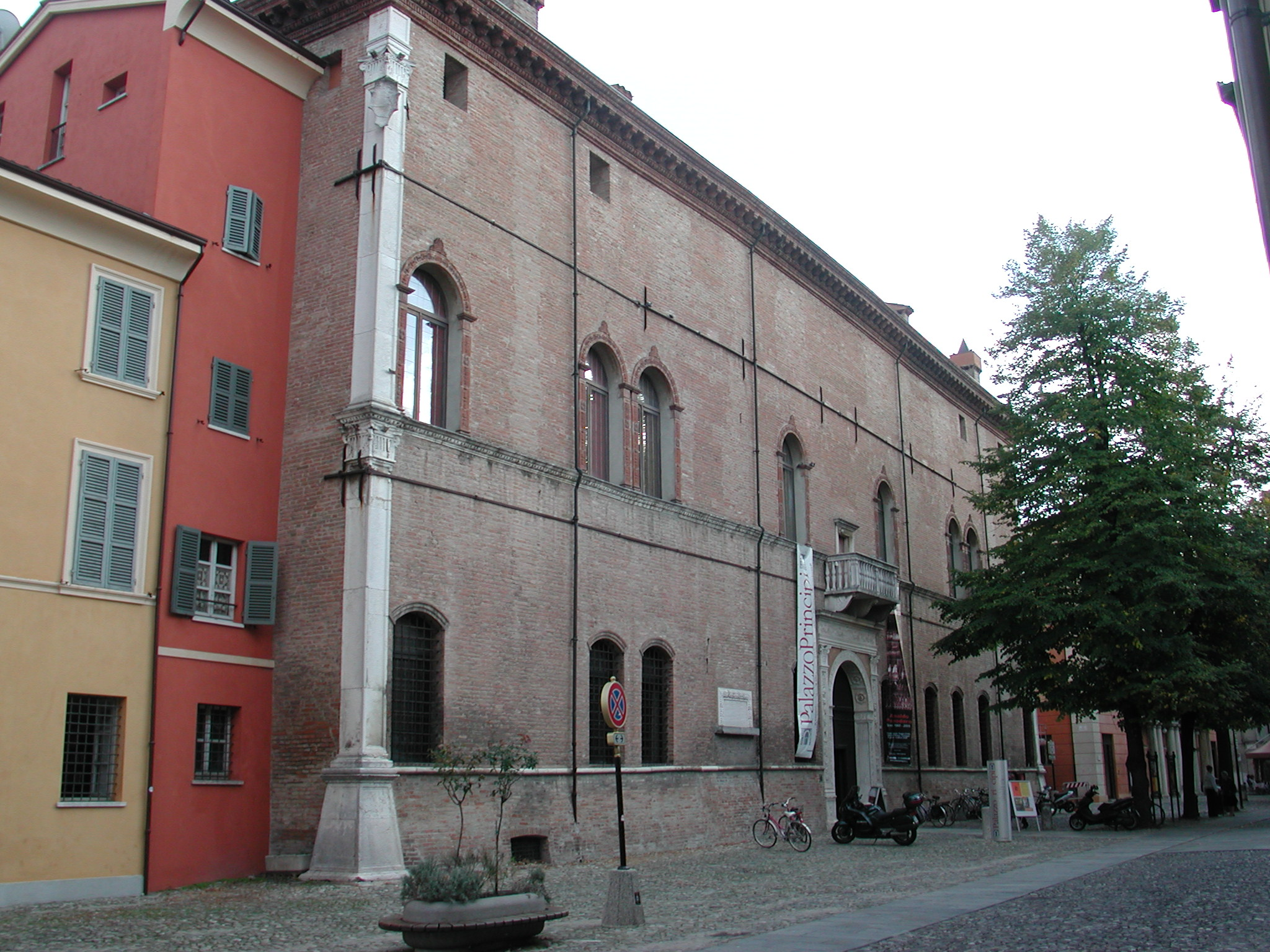
Palazzo dei Principi
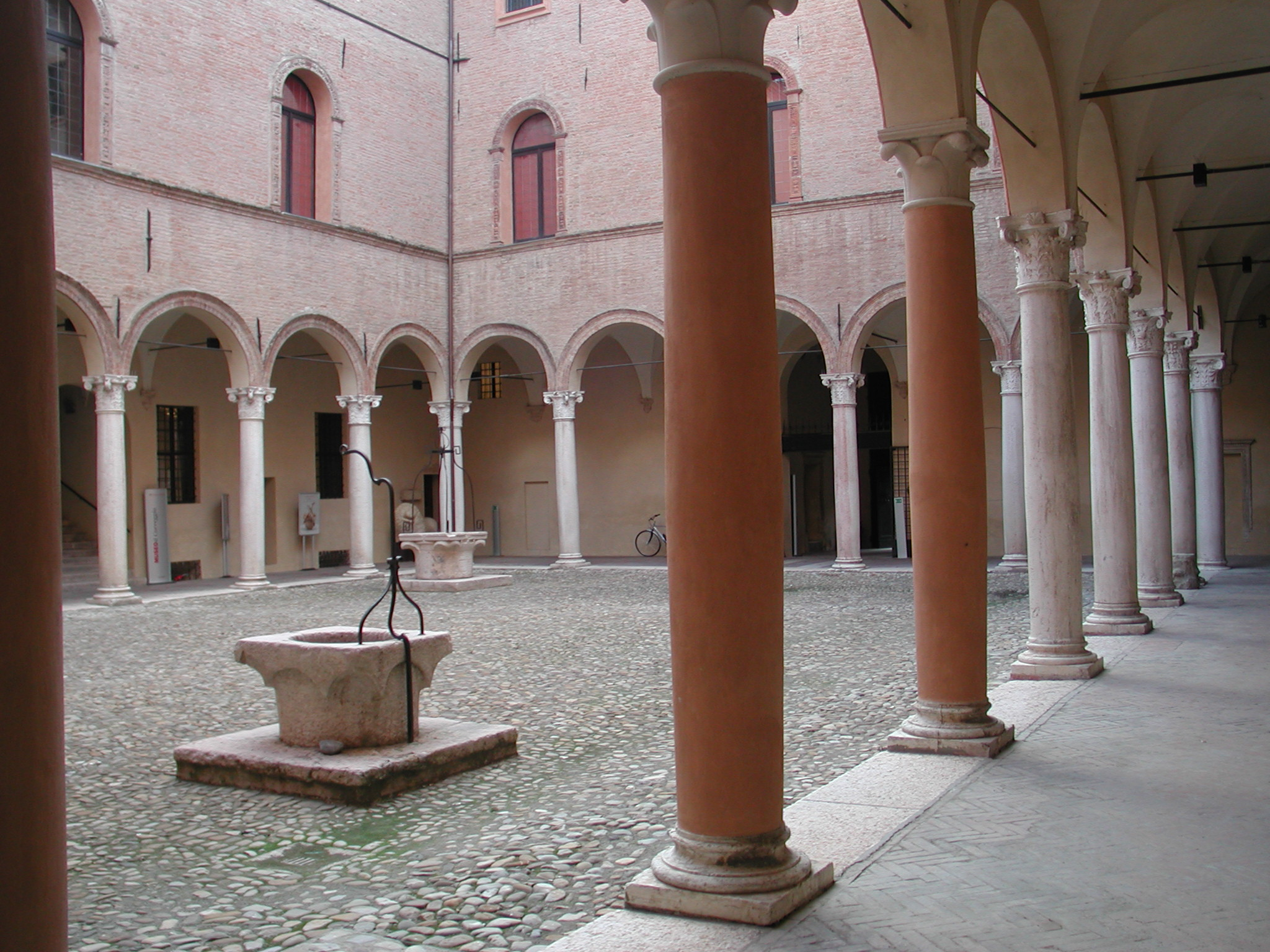
A Palazzo dei Principi belső udvara
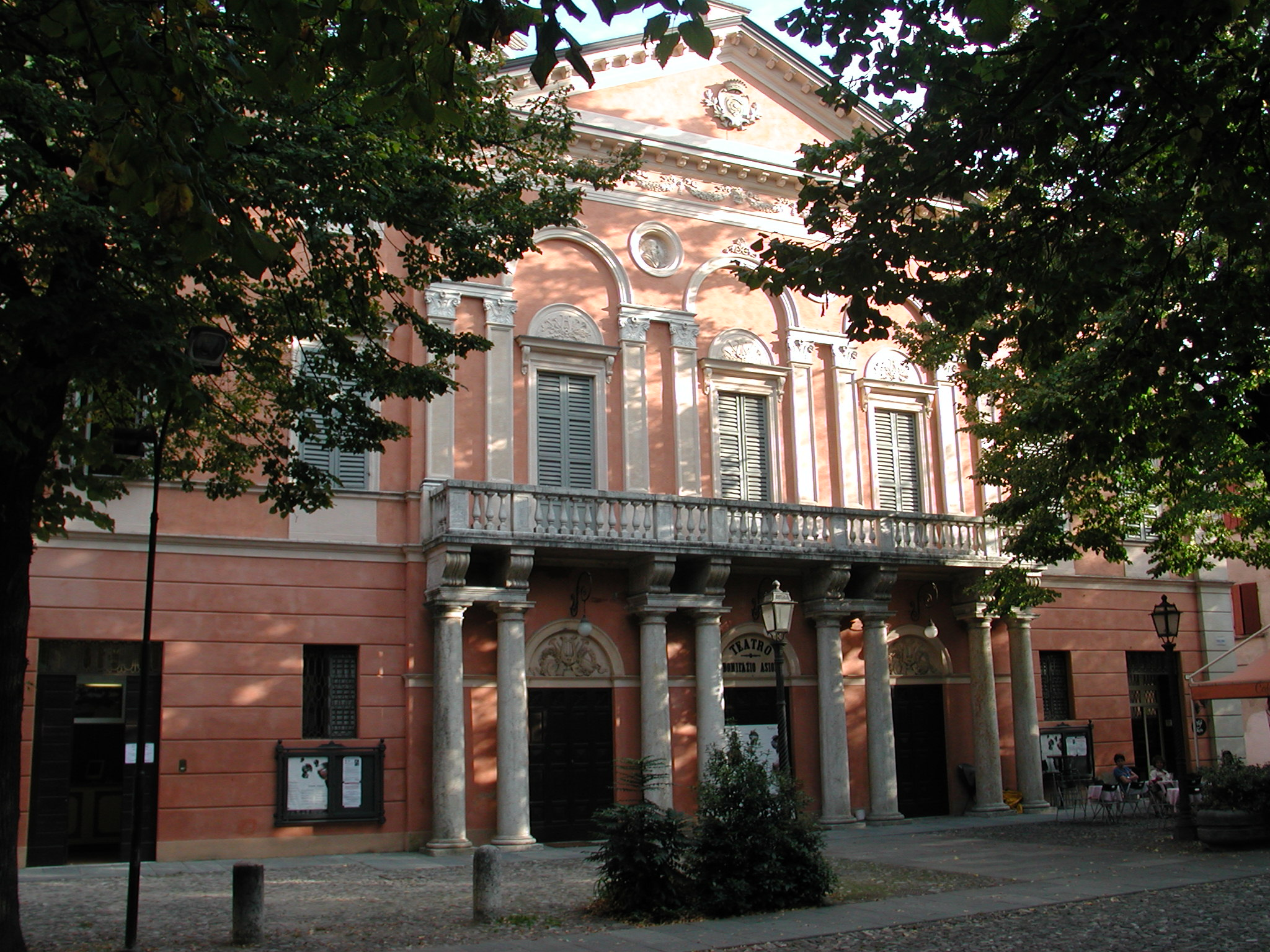
A Teatro Asioli
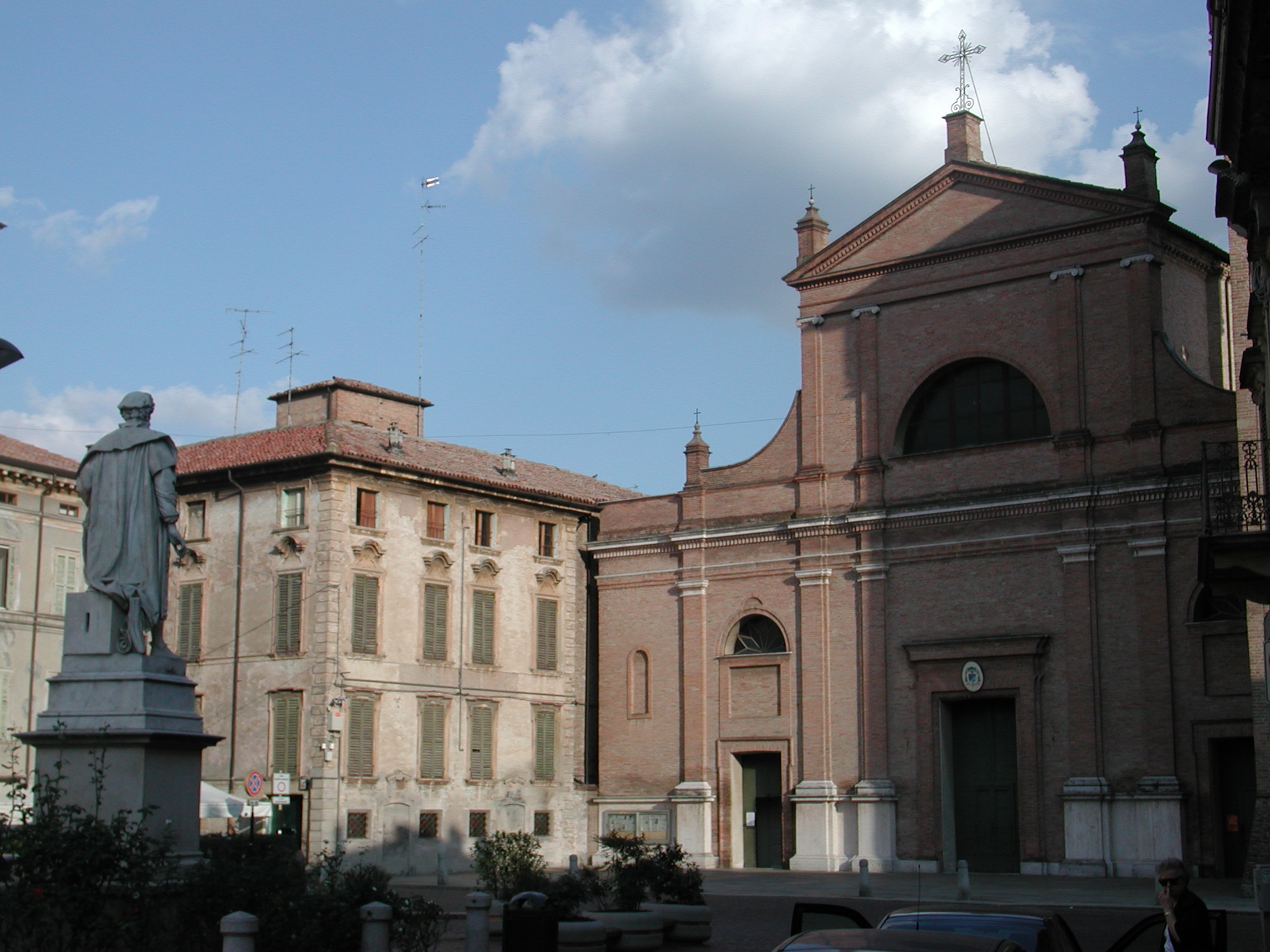
A San Quirino-templom
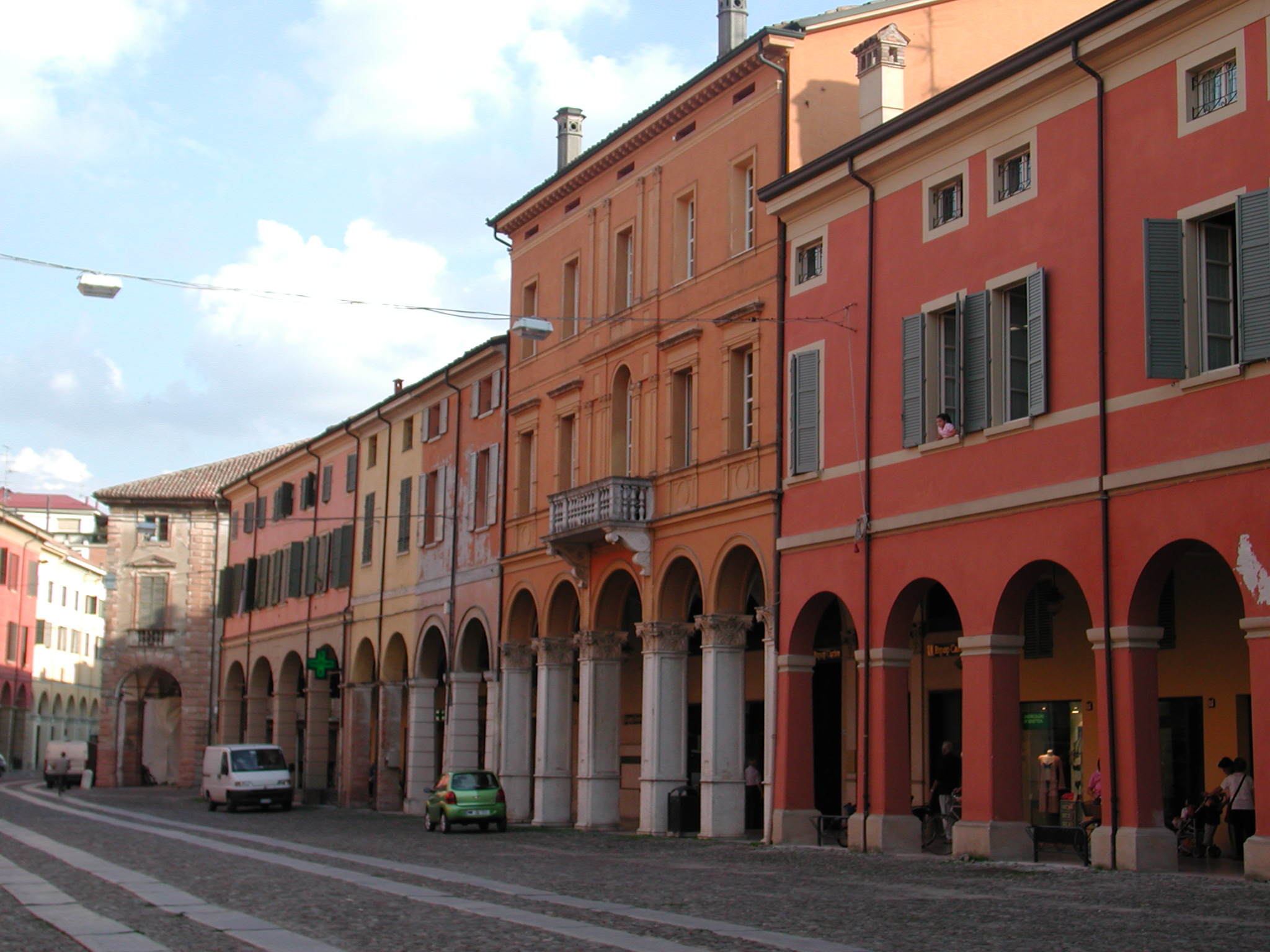
Paloták a középkorból
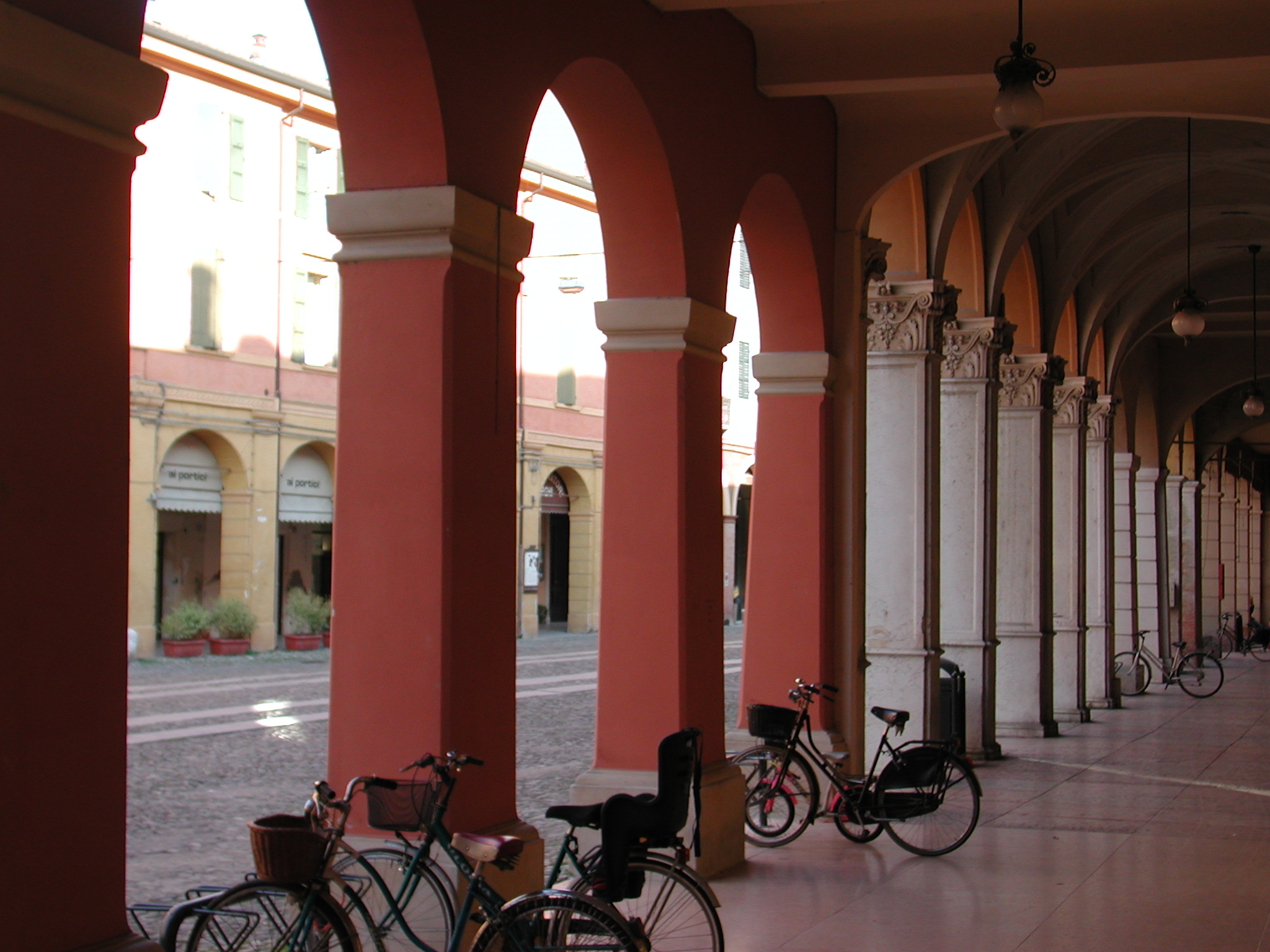
Portikuszok - árkádok

## Híres szülöttei
- Charles d’Amboise de Chaumont (1472/73–1511) főnemes, katona
- Antonio da Correggio (sz. Antonio Allegri; 1489–1534) reneszánsz festő
- Francesco Balbi (1505–1589), Chronist der Belagerung Maltas 1565
- Claudio Merulo (1533–1604) zeneszerző, orgonista
- Girolamo Bernerio (1540–1611) Ascoli Piceno püspöke, bíboros
- Sigismondo Donati (1552–1641) Ascoli Piceno püspöke
- Bonifazio Asioli (1769–1832) zeneszerző, -tudós, -pedagógus, csembalista, Kapellmeister
- Luigi Asioli (1778–1815) énekes, komponista
- Samuele Jesi (1786/1788–1853) rajzoló, rézmetszet- és litográfiakészítő
- Pietro Rota (1805–1890) lelkész
- Dorando Pietri (1885–1942) maratoni futó az 1908. évi nyári olimpiai játékokon
- Loris Malaguzzi (1920–1994) pedagógus
- Pier Vittorio Tondelli (1955–1991) író
- Salvatore Bagni (* 1956) labdarúgó
- Luciano Ligabue (* 1960), rockzenész, író, rendező
- Daniele Adani (* 1974) labdarúgó
- Alessandro Motti (* 1979) teniszező
- Luca Siligardi (* 1988) labdarúgó
- Violetta Zironi (* 1995) énekes-dalszerzőnő

## Népesség
A település lakossága az elmúlt években az alábbi módon változott:
| Lakosok száma | 25 694 | 25 664 | 25 074 |
|               | 2017   | 2018   | 2023   |

## Fordítás
- Ez a szócikk részben vagy egészben  a   Correggio (Emilia-Romagna) című német Wikipédia-szócikk ezen változatának fordításán alapul.  Az eredeti cikk szerkesztőit annak laptörténete sorolja fel. Ez a jelzés csupán a megfogalmazás eredetét és a szerzői jogokat jelzi, nem szolgál a cikkben szereplő információk forrásmegjelöléseként.